# Герои среди героев
«Герои среди героев» (англ. Heroes Among Heroes) или «Нищий Соу» (кит. 蘇乞兒) — гонконгский художественный фильм с боевыми искусствами с участием Донни Йена.

## Сюжет
Ближе к концу правления династии Цин опиум контрабандой ввозился в страну. Императорский чиновник Линь Цзэсюй и мастер боевых искусств Вон Фэйхун объединяют свои усилия против контрабандистов.
Между тем Соу Чхань, также известный как нищий Соу, молодой человек из богатой семьи, известен тем, что крадёт еду для крёстного отца и друзей из клана нищих. Чхань живёт со своим отцом и тётей Чань. Парень знакомится с молодой девушкой Тай Итак, проходившей учёбу за границей, племянницей двенадцатого бэйлэ.
Чхань публично сражается и побеждает людей из секты Огненного Лотоса, из-за чего протестуют многие горожане, а мастер Вон требует, чтобы Чхань извинился перед ними. Позже двенадцатый бэйлэ предлагает Чханю опиум, и тот становится зависимым. Чхань отправляется к крёстному, у которого учится «пьяному» боксу. Вскоре крёстный Чханя погибает от рук членов Огненного Лотоса, в сговоре с которыми находится бэйлэ.
Чхань возвращается домой, объединяется с Фэйхуном и начинает войну с бэйлэ. Оба одерживают победу, Итак становится девушкой Чханя, а Фэйхун и Цзэсюй сжигают опиум.

## Исполнители ролей
| Актёр/актриса    | Персонаж          | Комментарии                 |
| Донни Йен        | Соу Чхань         |                             |
| Вон Кок          | Вон Фэйхун        |                             |
| Нг Мантат        | Соу Куаньянь      | отец Чханя                  |
| Шейла Чань       | тётя Чань         |                             |
| Фенни Юнь        | Тай Итак          | принцесса                   |
| Бао Фан          | Линь Цзэсюй       | императорский чиновник      |
| Сюн Синьсинь     | двенадцатый бэйлэ |                             |
| Диксон Лэй Касин | Лён Фунь          |                             |
| Куань Хойсань    | наставник нищих   | крёстный отец Соу Чханя     |
| Чэнь Юнся        | святая мать       | член секты Огненного Лотоса |
| Ван Сюпин        | святая девушка    | член секты Огненного Лотоса |

## Отзывы
Фильм получил смешанные отзывы кинокритиков.